# Cratere Nazca
Nazca  è un cratere sulla superficie di Marte.